# Marian Bakker
Marian Bakker (Haarlem, 5 juni 1944) is een Nederlands fotograaf.

## Biografie
Marian Bakker beleefde haar coming-out als lesbienne in de jaren '80 van de twintigste eeuw. Ze scheidde van haar toenmalige echtgenoot toen ze 33 jaar was en verhuisde met haar jongste zoon naar Hoevelaken. Ze vond een baan als feministisch vormingswerker bij de landelijke organisatie  EVA bijt door in Amersfoort. In Amersfoort werd ze actief in vrouwencafé De Instee en bij de Vrouwentelefoon. Ze zat in allerlei groepjes zoals FORT en Fem-Soc. Ze kraakte met een aantal vrouwen een pand en maakte daar een Vrouwenhuis van. Alle ontwikkelingen rondom haar heen documenteerde ze met haar camera. In die tijd werd ze voor het eerst verliefd op een vrouw en kreeg een relatie. In de jaren '90 ging ze in Amsterdam wonen in het gekraakte NRC-pand tegenover het Koninklijk Paleis en werd actief bij het Lesbisch Archief Amsterdam. Inmiddels is ze gepensioneerd en woont ze met haar vrouw, fotografe Ditte Wessels in Arnhem.

## Opleiding
Ze volgde de Sociale Academie in Rotterdam en de Rijksacademie voor Beeldende Kunsten in Amsterdam.

## Fotografisch werk
Marian Bakker werkt als freelance fotograaf voornamelijk in het lesbisch-feministisch milieu, in eerste instantie in Amersfoort en later in Amsterdam. Ze legde o.a. het leven in een lesbische woongroep in het gekraakte NRC-pand vast in de vroege jaren '80 van de vorige eeuw. In 1989 documenteerde ze Nederlandse lesbische leefstijlen voor de tentoonstelling Goed Verkeerd, de geschiedenis van homoseksuele mannen en lesbische vrouwen in Nederland in het Amsterdams Historisch Museum. Verder organiseerde ze in 1990 samen met Eef Keijzer de expositie de Flanerende Blik in de Melkweg in Amsterdam, met werk van negentien lesbische kunstenaressen. Tijdens de Gay Games Amsterdam 1998 was ze huisfotograaf en maakte samen met Jan-Carel Warffemius een herinneringsboek. Vanaf 2002 tot 2009 werkte zij bij IHLIA LHBT Erfgoed als organisator van tentoonstellingen. In 2009 nam zij bij haar pensionering afscheid met een tentoonstelling van haar werk in de OBA Oog voor vrouwen, Nederlandse lesbische subcultuur van de jaren '80 en '90, waarvan ook een gelijknamig boek en website verschenen. In 2015 is een groot deel van haar oeuvre ondergebracht en toegankelijk gemaakt bij IHLIA LHBT Erfgoed. Een ander deel, ruim driehonderd foto's, is ondergebracht en toegankelijk gemaakt bij Atria, kennisinstituut voor emancipatie en vrouwengeschiedenis te Amsterdam.

## Publicaties
- Oog voor vrouwen, Eye for women : Nederlandse lesbische subcultuur van de jaren tachtig en negentig / Bakker, Marian met een voorwoord van Joke Swiebel. (Amsterdam: IHLIA LGBT Heritage, 2009).
- Friends for Gay Games Amsterdam 1998 / red. Ronald Annaert ... [et al.] ; foto's Marian Bakker, Jan Carel Warffemius. - Amsterdam : Redactie Inzet, 1999. - [2, 2] p., [82] p. pl. : ill.
- Goed verkeerd : geschiedenis van homoseksuele mannen en lesbische vrouwen in Nederland / tekst: Jurriënne Ossewold, Paul Verstraeten ; adviezen: Gert Hekma ... [et al.] - Amsterdam : Amsterdams Historisch Museum, 1989. - 16 p. : ill. - (Amsterdams Historisch Museum/Stichting Vae Solis ; 1989, no. 18).